# Raymond Dubly
Pour les articles homonymes, voir Dubly.
Raymond Lucien Dubly, né le 5 novembre 1893 à Roubaix (Nord) et mort le 7 septembre 1988 à Toulouse, est un footballeur international français.

## Biographie

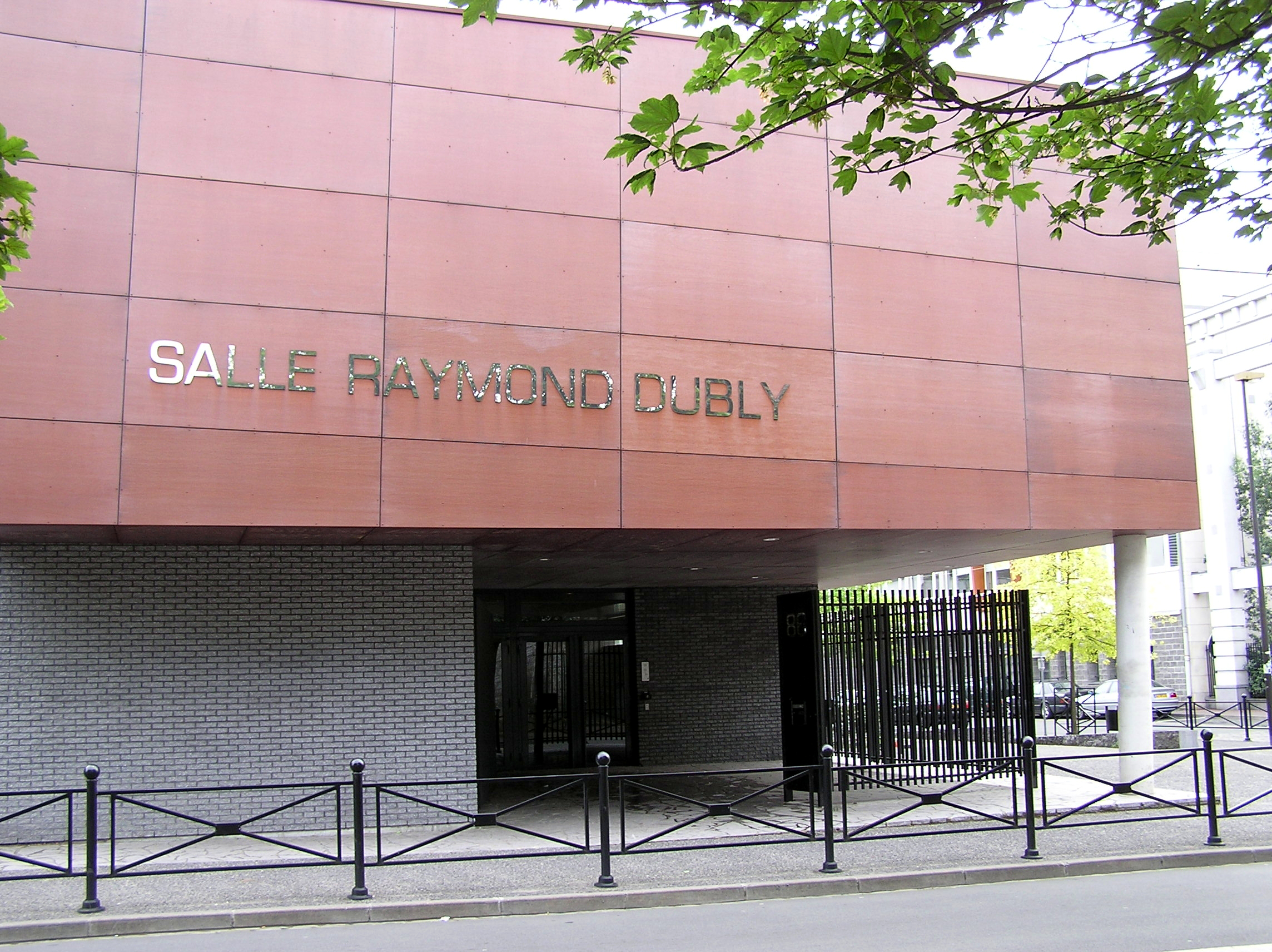
La salle Raymond Dubly dans la rue du collège à Roubaix.

Les neuf frères Dubly pratiquent le football, Jean est même international en 1908. Raymond est le cadet de sa fratrie et pratique le football en Angleterre de 1909 à 1910 à Uckfield FC durant ses études. De retour en France, il rejoint le club de ses frères en 1911 : le Racing Club de Roubaix. Il s'impose rapidement comme un titulaire de l'équipe première. L'USFSA le sélectionne dès 1911 pour affronter la Bohème. Ce match n'est évidemment pas comptabilisé comme un match officiel des Bleus car l'USFSA est à l'époque en dehors des structures de la FIFA.
Raymond Dubly est sélectionné au sein des Lions des Flandres. Il inscrit notamment le deuxième but du match opposant les Lions à la Ligue de football association parisienne le 4 janvier 1914.
Raymond Dubly compte 31 sélections en équipe de France entre février 1913 et mai 1925 pour 4 buts et 16 passes décisives (il termine notamment demi-finaliste des JO de 1920, fin août 1920, contre les Tchèques). En plus de ces matchs « officiels », il convient d'ajouter les Jeux Interalliés de 1919 (bien que ne disputant pas la finale le 29 juin face aux Tchèques) et les tournées de l'équipe de France restées officieuses en Yougoslavie (1921) et en Norvège (1922). Dubly était alors capitaine des Bleus.
Ce petit ailier rapide qui court le 100 mètres en 11 secondes est le recordman des sélections chez les Bleus du 28 janvier 1923 au 11 mars 1928, lors du match Suisse-France durant lequel Jules Devaquez bat son record de sélections. Il participe notamment au fameux match contre l'Angleterre le 5 mai 1921. Il est d'ailleurs le héros principal de ce match qui voit pour la première fois les Bleus battre les Anglais (article détaillé). Dubly devient alors l'un des joueurs français les plus populaires. Il était en condition physique parfaite à la suite d'un entraînement quotidien personnel en gymnase où il travaillait sa souplesse et sa vitesse. Son dribble préféré était parfois critiqué par certains journalistes, mais il plaisait beaucoup aux foules : sur une touche, il lobait son adversaire d'un coup de talon, et le prenait de vitesse.
En club, il reste fidèle au Racing Club de Roubaix. Il arrête sa carrière à haut niveau en 1931 en quittant le RC Roubaix. Il continue toutefois pratiquer le football chez les vétérans jusqu'en 1943 ; il a alors 50 ans. Contrairement à de nombreux joueurs des années 1920, Raymond Dubly n'était pas un amateur marron ; il en était d'ailleurs très fier. Il travailla en effet dans l'entreprise familiale durant sa carrière avant d'en devenir le directeur. Après les bombardements de 1940 qui réduisent en cendres son usine, il devint représentant en tissus.

### Liens externes

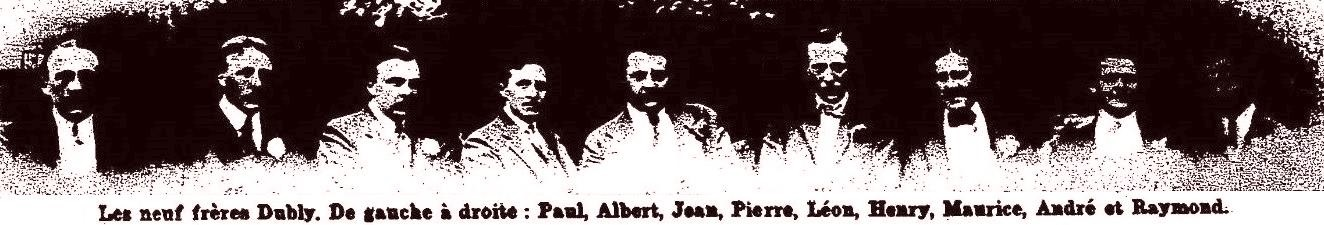
Les neuf frères Dubly, tous footballeurs licenciés à Roubaix.